# Elissa Slotkin
Elissa Blair Slotkin (Nueva York; 10 de julio de 1976) es una política estadounidense que se desempeña como senadora de los Estados Unidos por Míchigan desde 2025. Anteriormente fue representante de los Estados Unidos por el 7.º distrito congresional de Míchigan de 2023 a 2025 (previamente, representó al 8.º distrito entre 2019 y 2023). Miembro del Partido Demócrata, se desempeñó como analista de la Agencia Central de Inteligencia (CIA) y funcionaria del Departamento de Defensa.

## Biografía

### Primeros años y educación
Nació el 10 de julio de 1976 en la ciudad de Nueva York, hija de Curt Slotkin y Judith (de soltera, Spitz) Slotkin. Es judía. Pasó sus primeros años en una granja en Holly, Míchigan. Su granja familiar era parte de Hygrade Meat Company, fundada por su abuelo, Hugo Slotkin. Hygrade es la compañía original detrás de Ball Park Franks, una marca que ahora es propiedad de Tyson Foods.
Obtuvo una licenciatura en Sociología en la Universidad de Cornell en 1998 y una maestría en Asuntos Internacionales de la Escuela de Asuntos Internacionales y Públicos de la Universidad de Columbia en 2003.

### Carrera
Fue reclutada por la Agencia Central de Inteligencia después de graduarse. Con fluidez en árabe y suajili, cumplió tres períodos en Irak como analista de la CIA. Durante la administración de George W. Bush, trabajó en la cartera de Irak para el Consejo de Seguridad Nacional . Durante la presidencia de Barack Obama, trabajó para el Departamento de Estado y el Departamento de Defensa. Fue subsecretaria interina de Defensa para Asuntos de Seguridad Internacional de 2015 a 2017.

### Candidatura al Senado de Estados Unidos
El 27 de febrero de 2023, anunció su decisión de postularse para el escaño de Debbie Stabenow en el Senado de los Estados Unidos, el cual dejaría en las elecciones de 2024.

### Vida personal
Se casó con Dave Moore, coronel retirado del Ejército y piloto de helicóptero Apache. Se conocieron en Bagdad durante la guerra de Irak y residían en Holly. Los dos solicitaron el divorcio en 2023. Slotkin tiene dos hijastras, una oficial del Ejército y la otra médica.